# Jaliesky García
Jaliesky García Padron (* 28. Januar 1975 in Minas de Matahambre, Pinar del Río) ist ein aus Kuba stammender Handballtrainer. Er besitzt die isländische Staatsbürgerschaft. Als aktiver Handballspieler spielte der 1,96 m große gelernte Sportlehrer im linken Rückraum.

## Karriere
Im Alter von neun Jahren begann García mit dem Handballspiel, nachdem in seiner Nachbarschaft Handball- und Tennisplätze errichtet worden waren. Nur ein Jahr darauf ging er auf die Schule EIDE Ormani Arenado, deren Mannschaft an nationalen Wettbewerben teilnahm. Mit 16 Jahren wurde er in die Jugendnationalmannschaft ESPA Nacional berufen. Diese wurde später aufgelöst und durch eine B-Nationalmannschaft ersetzt, die sich im Training mit der A-Nationalmannschaft messen durfte. Ab 1993 gehörte der linke Rückraumspieler ebendieser an. Mit der Nationalmannschaft nahm er an Turnieren in Brasilien und Deutschland teil sowie der Panamerikameisterschaft 1996 in Colorado Springs. Dort setzte sich Jaliesky García vom kubanischen Team ab und blieb bei seinem Onkel. In den USA pausierte er zunächst vom Handball, zog nach Atlanta und ging mehreren Jobs nach, um seine Familie in der Heimat finanziell zu unterstützen. Mit Hilfe des puerto-ricanischen Handballverbandes baute García in Río Grande ein Projekt zur Ausbildung von Kindern auf.
Dort kam der Kontakt zu Julián Duranona zustande, ein ehemaliger kubanischer Nationalspieler, der sich in Argentinien abgesetzt hatte, mittlerweile isländischer Staatsbürger geworden war und in Deutschland spielte. Jaliesky García hatte aber in der Zeit ohne Handball bei einer Größe von 1,96 m fast 40 Kilogramm Körpergewicht zugelegt. So musste er zunächst an Gewicht verlieren. Ein erstes Gastspiel in Deutschland konnte folglich die Trainer nicht überzeugen. Duranona vermittelte ihn dann nach Island, wo er einen ab der Saison 2000/01 gültigen Vertrag bei HK Kópavogur unterzeichnete. Die nächsten drei Monate verbrachte er wieder in Puerto Rico, um in Form zu kommen. In seiner ersten Spielzeit in Island kam er noch nicht zurecht, weder mit seiner Form und Fitness, noch mit dem Wetter. Gemeinsam mit seiner puerto-ricanischen Frau verließ er das Land und die Zeichen standen auf Abschied. In seiner zweiten Saison war García wie ausgewechselt: er wurde zum besten Spieler seiner Mannschaft und der Liga, übertraf mit 210 Toren in 22 Spielen den bisherigen Rekord seines Trainers (196) und wurde damit Torschützenkönig der Liga. Auch in der Saison 2002/03 war er mit 197 Toren in 24 Spielen Führender der isländischen Torschützenliste und bester Spieler der Liga. Außerdem gewann er mit Kópavogur den isländischen Pokal. Er erhielt daraufhin die Spielberechtigung für die isländische Nationalmannschaft. Bei seinem Debüt am 22. März 2003 in Berlin gegen die deutsche Nationalmannschaft erzielte er zwei Tore bei der 34:39-Niederlage.
Durch seine Leistungen hatte er sich wieder ins Blickfeld der deutschen Vereine gespielt. Eine Rückenverletzung verhinderte einen Wechsel zum THW Kiel, der HSV Hamburg verpflichtete an seiner Stelle einen deutschen Rückraumspieler, so unterschrieb er 2003 beim Bundesligisten FRISCH AUF! Göppingen. Mit Island erreichte er bei der Europameisterschaft 2004 den 13. Platz. Außerdem nahm er an den Olympischen Spielen 2004 in Athen teil und belegte den 9. Rang. Dort traf er auch auf seine ehemaligen kubanischen Mitspieler Carlos Pérez, Ivo Díaz und Vladimir Rivero Hernández, die mittlerweile für Ungarn spielten sowie Rolando Uríos, der für Spanien auflief. In den Finalspielen des EHF-Pokals 2005/06 unterlag er mit FAG dem TBV Lemgo. In der Saison 2006/07 verletzte er sich schwer am Knie und fiel für neun Monate aus, was fast zu seinem Karriereende geführt hätte. Ab 2007 war García dann sogar Mannschaftskapitän in Göppingen. Bei der Europameisterschaft 2008 kam er mit Island auf den 11. Platz. Die Saison 2008/09 war Garcías letzte Saison als aktiver Handballspieler.
Anschließend wurde er Cheftrainer der puerto-ricanischen Männer-Handballnationalmannschaft. Dieses Amt übernahm er immer wieder, je nachdem, ob ein großes Turnier in dem Jahr ausgetragen wird. So nahm er an den Zentralamerika- und Karibikspielen 2010 in Puerto Rico, der Karibikmeisterschaft in Kolumbien, den Panamerikameisterschaften 2016 in Argentinien und 2018 in Grönland, den Zentralamerika- und Karibikspielen 2018 in Kolumbien und den Panamerikanischen Spielen 2019 in Peru teil.